# Harold Alexander Houser

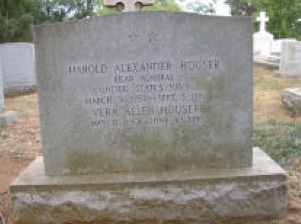
Housers Grabstätte auf dem Friedhof der United States Naval Academy in Annapolis.

Harold Alexander Houser (* 31. März 1897 in Fort Valley, Peach County, Georgia; † 3. September 1981 in Bethesda, Maryland) war ein Admiral der United States Navy. Außerdem diente er vom 10. September 1945 bis zum 22. April 1947 als 35. Gouverneur von Amerikanisch-Samoa.
Houser absolvierte erfolgreich ein Studium am Marion Military Institute, bevor er 1917 an die United States Naval Academy berufen wurde. Während seiner Karriere bei der Marine hatte er zahlreiche Posten inne, darunter als Kommandeur der Naval Air Station Key West und als Artillerieoffizier an Bord der Omaha.
In seiner Zeit als Gouverneur vertrat er die USA bei einem Treffen der Großmächte des Pazifik, an dem auch Australien und Neuseeland teilnahmen. Nach Ende dieser Legislatur wurde er zum Konteradmiral ernannt und arbeitete als Direktor des Office of Legislative Liaison.